# Arquidiócesis de Indianápolis
La arquidiócesis de Indianápolis (en latín: Archidioecesis Indianapolitana y en inglés: Roman Catholic Archdiocese of Indianapolis) es una circunscripción eclesiástica de la Iglesia católica en Estados Unidos. Se trata de una arquidiócesis latina, sede metropolitana de la provincia eclesiástica de Indianápolis. Desde el 13 de junio de 2017 su arzobispo es Charles Coleman Thompson. 

## Territorio y organización

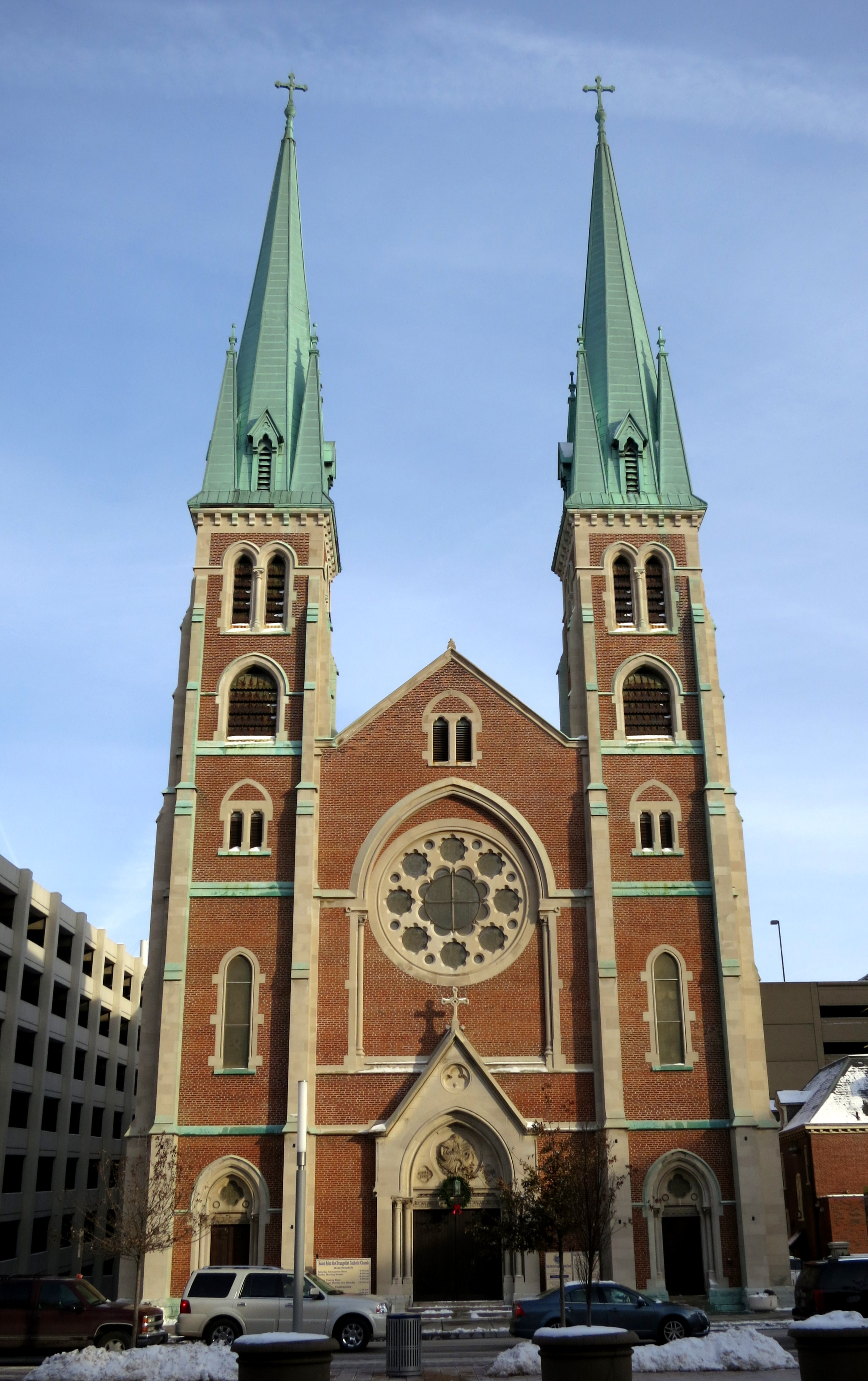
Exprocatedral de San Juan Evangelista, en Indianápolis

La arquidiócesis tiene 35 362 km² y extiende su jurisdicción sobre los fieles católicos de rito latino residentes en 39 condados del estado de Indiana: Bartholomew, Brown, Clark, Crawford, Dearborn, Decatur, Fayette, Floyd, Franklin, Hancock, Harrison, Hendricks, Henry, Jackson, Jefferson, Jennings, Johnson, Lawrence, Marion, Monroe, Morgan, Ohio, Orange, Owen, Parke, Perry, Putnam, Ripley, Rush, Scott, Shelby, Spencer (en parte), Switzerland, Union, Vermillion, Vigo, Washington y Wayne.

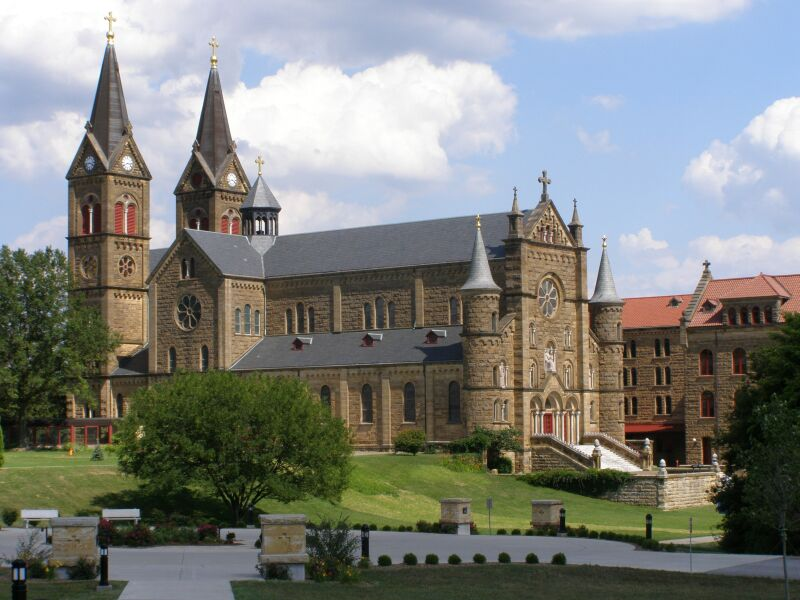
Archiabadía de San Meinrado

La sede de la arquidiócesis se encuentra en la ciudad de Indianápolis, en donde se halla la Catedral de los Santos Pedro y Pablo (desde 1906) y la exprocatedral de San Juan Evangelista (procatedral de 1878 a 1906).
En 2023 en la arquidiócesis existían 126 parroquias agrupadas en 11 decanatos: Indianápolis Norte, Indianápolis Sur, Indianápolis Oeste, Indiánapolis Este, Batesville, Bloomington, Connersville, New Albany, Seymour, Tell City y Terre Haute.
La arquidiócesis tiene como sufragáneas a las diócesis de: Evansville, Fort Wayne-South Bend, Gary y Lafayette en Indiana.

## Historia

### Antecedentes
El catolicismo romano apareció por primera vez en Indiana durante el siglo XVII cuando la región era parte de las colonias francesas en América del Norte. En 1732 pioneros provenientes de Canadá fundaron el fuerte de Vincennes y se erigió una parroquia en el pueblo que se desarrolló a su alrededor, gobernada por sacerdotes seculares de Quebec. En 1763 las colonias francesas pasaron a manos británicas, quienes garantizaron la libertad de culto a los nuevos súbditos católicos. Durante la guerra de Independencia de los Estados Unidos, los católicos generalmente apoyaron a los británicos; una excepción fue el párroco de Vincennes, Pierre Gibault, quien se puso del lado de los colonos estadounidenses y jugó un papel importante en la decisión del Medio Oeste de ser parte de los Estados Unidos de América.
La diócesis de Vincennes fue erigida el 6 de mayo de 1834. Al segundo obispo de Vincennes se le permitió, por decreto apostólico, establecer la residencia episcopal en una ciudad de su elección entre Vincennes, Madison, Lafayette o Indianápolis. Sin embargo, Vincennes siguió siendo la sede de la diócesis. Este permiso, con la exclusión de Lafayette, se renovó hasta el cuarto obispo.

### Sede en Indianápolis
En 1878 el primer obispo de Vincennes nacido en suelo americano, Francis Silas Marean Chatard, fue nombrado y comenzó a vivir en Indianápolis, la ciudad más grande y capital de Indiana. El 28 de marzo de 1898, en virtud del breve Ecclesiarum omnium del papa León XIII, el obispado fue trasladado oficialmente a Indianápolis y la diócesis asumió el nombre de diócesis de Indianápolis. En 1906 se construyó la Catedral de los Santos Pedro y Pablo en Indianápolis.
Las primeras décadas del siglo XX vieron un aumento considerable en el número de católicos en la diócesis y, sobre todo, el desarrollo del sistema educativo diocesano fue particularmente impresionante: en 1944, 118 de las 156 parroquias tenían una escuela parroquial. Sin embargo, Indiana siguió siendo un estado predominantemente protestante y el número de católicos nunca alcanzó las proporciones de estados vecinos como Ohio, Illinois o Míchigan.
El 21 de octubre de 1944 Indianápolis cedió una porción de su territorio para la erección de la diócesis de Evansville mediante la bula Ecclesiae universalis del papa Pío XII y al mismo tiempo fue elevada al rango de arquidiócesis metropolitana mediante la bula Ad christianae plebis.
El 17 de octubre de 2006 la Congregación para el Culto Divino y la Disciplina de los Sacramentos confirmó a santa Teodora Guérin como patrona principal de la arquidiócesis.

## Estadísticas
Según el Anuario Pontificio 2024 la arquidiócesis tenía a fines de 2023 un total de 203 817 fieles bautizados.
| Año                                                                             | Población            | Población | Población      | Sacerdotes | Sacerdotes    | Sacerdotes    | Bautizados por sacerdote | Diáconos permanentes | Religiosos | Religiosos | Parroquias |
| Año                                                                             | Bautizados católicos | Total     | % de católicos | Total      | Clero secular | Clero regular | Bautizados por sacerdote | Diáconos permanentes | Varones    | Mujeres    | Parroquias |
| ------------------------------------------------------------------------------- | -------------------- | --------- | -------------- | ---------- | ------------- | ------------- | ------------------------ | -------------------- | ---------- | ---------- | ---------- |
| 1950                                                                            | 125 000              | 1 505 527 | 8.3            | 398        | 229           | 169           | 314                      |                      | 223        | 2370       | 151        |
| 1966                                                                            | 203 465              | 1 783 562 | 11.4           | 458        | 268           | 190           | 444                      |                      | 335        | 2544       | 164        |
| 1970                                                                            | 207 967              | 1 783 562 | 11.7           | 455        | 271           | 184           | 457                      |                      | 294        | 2583       | 145        |
| 1976                                                                            | 202 965              | 2 022 366 | 10.0           | 247        | 247           |               | 821                      |                      | 159        | 1620       | 144        |
| 1980                                                                            | 202 087              | 2 078 000 | 9.7            | 392        | 220           | 172           | 515                      |                      | 317        | 1913       | 142        |
| 1990                                                                            | 202 695              | 2 312 200 | 8.8            | 300        | 179           | 121           | 675                      |                      | 216        | 806        | 159        |
| 1999                                                                            | 217 886              | 2 201 503 | 9.9            | 280        | 167           | 113           | 778                      |                      | 58         | 784        | 138        |
| 2000                                                                            | 220 302              | 2 359 104 | 9.3            | 267        | 162           | 105           | 825                      |                      | 173        | 776        | 138        |
| 2001                                                                            | 227 501              | 2 422 103 | 9.4            | 176        | 157           | 19            | 1292                     |                      | 170        | 764        | 139        |
| 2002                                                                            | 233 171              | 2 430 666 | 9.6            | 259        | 157           | 102           | 900                      |                      | 163        | 731        | 139        |
| 2003                                                                            | 229 482              | 2 430 666 | 9.4            | 269        | 163           | 106           | 853                      |                      | 158        | 725        | 139        |
| 2004                                                                            | 230 938              | 2 430 606 | 9.5            | 272        | 159           | 113           | 849                      |                      | 166        | 757        | 139        |
| 2006                                                                            | 236 000              | 2 477 000 | 9.5            | 261        | 156           | 105           | 904                      | 1                    | 144        | 700        | 139        |
| 2010                                                                            | 244 000              | 2 573 000 | 9.5            | 245        | 154           | 91            | 995                      |                      | 129        | 658        | 151        |
| 2013                                                                            | 249 500              | 2 640 000 | 9.5            | 234        | 140           | 94            | 1066                     | 30                   | 165        | 578        | 139        |
| 2016                                                                            | 247 433              | 2 609 282 | 9.5            | 225        | 137           | 88            | 1099                     | 45                   | 134        | 516        | 134        |
| 2019                                                                            | 252 070              | 2 658 030 | 9.5            | 229        | 134           | 95            | 1100                     | 61                   | 149        | 452        | 122        |
| 2021                                                                            | 234 882              | 2 753 423 | 8.5            | 215        | 139           | 76            | 1092                     | 57                   | 135        | 426        | 120        |
| 2023                                                                            | 203 817              | 2 794 392 | 7.3            | 194        | 118           | 76            | 1050                     | 67                   | 135        | 426        | 126        |
| Fuente: Catholic-Hierarchy, que a su vez toma los datos del Anuario Pontificio. |                      |           |                |            |               |               |                          |                      |            |            |            |

## Episcopologio
- Francis Silas Marean Chatard † (28 de marzo de 1898-7 de septiembre de 1918 falleció)
- Joseph Chartrand † (25 de septiembre de 1918 por sucesión-8 de diciembre de 1933 falleció)
- Joseph Elmer Ritter † (24 de marzo de 1934-20 de julio de 1946 nombrado arzobispo de San Luis)
- Paul Clarence Schulte † (20 de julio de 1946-3 de enero de 1970 renunció[nota 1])
- George Joseph Biskup † (3 de enero de 1970 por sucesión-20 de marzo de 1979 renunció)
- Edward Thomas O'Meara † (21 de noviembre de 1979-10 de enero de 1992 falleció)
- Daniel Mark Buechlein, O.S.B. † (14 de julio de 1992-21 de septiembre de 2011 renunció)[nota 2]
- Joseph William Tobin, C.SS.R. (18 de octubre de 2012-7 de noviembre de 2016 nombrado arzobispo de Newark)
- Charles Coleman Thompson, desde el 13 de junio de 2017